# 布里斯托鎮區 (愛荷華州格林縣)
布里斯托鎮區（英語：Bristol Township）是位於美國愛荷華州格林縣的一個行政鎮區。

## 地方資料
根據2010年美國人口普查的數據，布里斯托鎮區的面積為93.70平方千米，當中陸地面積為93.09平方千米，而水域面積為0.61平方千米。當地共有人口192人，而人口密度為每平方千米2.05人。